# Добрятино (Гусь-Хрустальный район)
Добрятино — посёлок в Гусь-Хрустальном районе Владимирской области России. Центр сельского поселения «Посёлок Добрятино».

## География
Поселок находится в 46 км к юго-востоку от районного центра г. Гусь-Хрустальный. Железнодорожная станция на линии Москва-Муром.

## История
В 1908 году после строительства Московско-Казанской железной дороги возникла железнодорожная станция Добрятино, получившая своё название от деревни Добрятино, находящейся в 5 км к северо-востоку. В 1936 году в посёлке при железнодорожной станции Добрятино было основано карьероуправление, специализирующееся на разработки известняков.
Выдающийся муромский краевед Епанчин А. А. описывает посёлок Добрятино в книге «Топонимика Мурома и его окрестностей» (Муром, 2000):

Посёлок делится чугункой на две части: северную — Максимовский поселок и южную — Алферовский посёлок. Когда-то на месте Алферовского посёлка было озеро, потом оно высохло и на его месте поселился крестьянин из соседней деревни Максимово, Круглов, выкопавший около избы колодец. Этот колодец так и называется «Круглов колодезь». За Кругловым стали селиться и другие. После 1917 года в Добрятино переехали несколько крестьянских семей. Престол в селении, в котором они жили раньше, было Воздвижение. В Добрятино эти крестьяне продолжали праздновать свой престол. Постепенно эта традиция была воспринята всем посёлком.  Первая улица, на которой находится магазин, называют неофициально «Станционная», 2-я — Ленина, неофициально называется «Максимовская», так как на ней живут переселенцы из д. Максимова. На кладбище построена деревянная часовня-столбик. В 1997 году она сгорела и была построена вновь. В 1998 году в здании бывшей амбулатории открыта деревянная часовня.
В 1963 году посёлок получил статус посёлка городского типа; 25 мая 2005 года утратил данный статус и стал административным центром сельского поселения «Посёлок Добрятино».

## Население
| 1926 | 1970  | 1979  | 1989  | 2002  | 2010  | 2021  |
| ---- | ----- | ----- | ----- | ----- | ----- | ----- |
| 16   | ↗2474 | ↘2242 | ↘2141 | ↘1979 | ↘1798 | ↘1372 |

## Экономика
- ООО «Карбонат» (добыча полезных ископаемых)
- хлебозавод (закрыт)